# Aldar Properties
Aldar Properties PJSC (араб. شركة الدار العقارية‎) — строительная, управляющая и инвестиционная компания со штаб-квартирой в Абу-Даби, Объединённые Арабские Эмираты. Она выпускает и строит такие проекты как Al Raha Beach, Al Jimi Shopping Centre, Al Raha Gardens, остров Яс (который включает в себя Яс Марина, Ferrari World и отель Яс Марина), Al Gurm Resort и Центральный Рынок Абу-Даби.
Компания была основана в 2000 году по программе «UAE Offsets Programme». Её первым служащим был Christopher Sims MRICS, MHKIS, ACIArb, который построил компанию с нуля. Первым проектом был Al Jimi Shopping Centre в Al Ain, который выиграл награду ICSC; к настоящему моменту, это единственная торговая недвижимость в ОАЭ, которая выиграла эту международную награду.
Компания возглавляет развитие Абу-Даби; на неё возложены многомиллиардные (в дирхамах) гражданские проекты по развитию столицы ОАЭ, развитию новых секторов коммерции, обеспечение жильём, розничная торговля и недвижимости для досуга. В 2004 году компания прошла процедуру IPO на фондовой бирже Абу-Даби сделав предложение в размере 1.5 миллиарда дирхам (USD 408 миллиона), вскоре после этого компания объявила о 72 миллиардной стоимости застроек. В то время ALDAR сделала крупнейшее первичное публичное размещение в истории ОАЭ. Christopher Sims, основатель компании, CEO покинул компанию в марте 2006 года после семи с половиной лет работы. Полная, продающаяся в розницу, площадь во всех проектах в настоящее время превышает 1,5 миллиона м2.
В 2007 году было объявлено о выходе на международный рынок через объединение с South Johor Investment Corp (SJIC) в сделке, которая представляет крупнейшую международную компания по строительству в Малайзии.
В октябре 2007 года было объявлено о планах строительства в столице Казахстана высотного, многофункционального комплекса «Абу-Даби Плаза». После завершения строительства в 2022 году, одна из его башен должна стать высочайшим зданием в Казахстане и Центральной Азии.